# Kamen Tomow
Kamen Tomow znany także jako Ali Aliew (bg. Камен Томов) – bułgarski zapaśnik walczący w stylu wolnym. Brązowy medalista mistrzostw świata w 1985. Wicemistrz świata młodzieży w 1984 roku.